# Staberoha cernua
Staberoha cernua är en gräsväxtart som först beskrevs av Carl von Linné d.y., och fick sitt nu gällande namn av Théophile Alexis Durand och Schinz. Staberoha cernua ingår i släktet Staberoha och familjen Restionaceae. Inga underarter finns listade i Catalogue of Life.